# يوسف تشيخانوفر
يوسف تشيخانوفر (1 أكتوبر 1933) اقتصادي ودبلوماسي إسرائيلي.
حصل في عام 2021 على جائزة إسرائيل لإنجازاته مدى الحياة ومساهمته في المجتمع والدولة.

## حياته
وُلد يوسف تشيخانوفر في حيفا لإسحاق تشيخانوفر المحامي، وأمه بلوما التي عملت مدرسة للغة الإنجليزية. هاجر والديه إلى إسرائيل من بولندا في أوائل ثلاثينيات القرن العشرين واستقرا في حيفا. ونشأ في حي هادار هاكرمل. شقيقه الأصغر هو الحائز على جائزة نوبل البروفيسور أهارون تشيخانوفير.
في خمسينيات وأوائل ستينيات القرن العشرين، درس في الجامعة العبرية في القدس في ثلاثة مجالات: التربية والقانون وإدارة الأعمال. عمل محاضرًا في القانون الزراعي والإداري في كلية الزراعة في الجامعة العبرية في رحوفوت ما بين سنتي 1960 و1968. ومن عام 1966 إلى عام 1967 درس القانون في جامعة كاليفورنيا في بيركلي. وحصل على درجة الدكتوراه في عام 1991 في الفلسفة والدراسات اليهودية من جامعة بوسطن.

## مسيرته كدبلوماسي
كان تشيخانوفر مديرًا عامًا في وزارة الخارجية الإسرائيلية. ومثَّل إسرائيل في لجنة الأمم المتحدة لأسطول الحرية في غزة. وحصل على جائزة وسام جوقة الشرف الفرنسية وكذلك ميدالية البنتاغون للخدمة المتميزة، وشغل منصب رئيس صناديق التحدي، ورئيس مجلس إدارة بنك الخصم الإسرائيلي وكان عضواً في اللجنة الاستشارية لبنك إسرائيل. وكان رئيس بعثة الدفاع الإسرائيلية في الولايات المتحدة وكندا، والمستشار العام لوزارة الدفاع ووزارة الزراعة الإسرائيلية. وفي عام 2021 حصل على جائزة إسرائيل لإنجازاته مدى الحياة ومساهمته في المجتمع والدولة.